# Giao hưởng số 8 (Haydn)
Giao hưởng số 8 cung Sol thứ hay còn gọi là Giao hưởng buổi tối (tiếng Pháp: Le soir (tên tiếng Pháp phổ biến hơn cả)) là bản giao hưởng của nhà soạn nhạc người Áo Joseph Haydn. Đôi khi bản này có tên đầy đủ là Buổi tối và giông tố. Bản này được viết vào năm 1761. Bản này cùng bản số 6 và số 7 tạo một bộ tam thú vị: Những khoảng thời gian của một ngày (bản số 6 là buổi sáng, bản số 7 là buổi trưa).